# Echydna
Genre
Echydna est un genre d'insectes lépidoptères de la famille des Riodinidae.

## Dénomination
Le nom Echydna leur a été donné par Jason Piers Wilton Hall en 2002.
Ils résident en Amérique.

## Liste des espèces
- Echydna chaseba (Hewitson, 1854); présent en Amazonie.
- Echydna punctata (C. & R. Felder, 1861); présent en Équateur, en Bolivie et au Pérou.

### Source
- Echydna sur funet